# جوني ريتشاردز
جوني ريتشاردز (بالإنجليزية: Johnny Richards)‏ هو ملحن أمريكي، ولد في 2 نوفمبر 1911 في تولوكا في المكسيك، وتوفي في 7 أكتوبر 1968 في نيويورك في الولايات المتحدة.

## وصلات خارجية
- جوني ريتشاردز على موقع IMDb (الإنجليزية)
- جوني ريتشاردز على موقع ميوزك برينز (الإنجليزية)
- جوني ريتشاردز على موقع أول ميوزيك (الإنجليزية)
- جوني ريتشاردز على موقع ديسكوغز (الإنجليزية)